# Championnat du monde de badminton par équipes mixtes 2005
Navigation
Eindhoven 2003 Glasgow 2007
La Sudirman Cup 2005 est la 9e édition de cette compétition, appelée également Championnat du monde de badminton par équipes mixtes. La compétition s'est déroulée du 10 mai au 15 mai 2005 à Pékin en Chine.
Le pays hôte a remporté l'épreuve pour la 5e fois, en battant l'Indonésie en finale sur le score de 3 à 0.

## Nations engagées
41 équipes ont participé à la compétition :
- 22 de l'Union Européenne de badminton (EBU)
- 13 de la Confédération asiatique de badminton
- 3 de la Confédération panaméricaine de badminton
- 2 de la Confédération de badminton d'Océanie
- 1 de la Confédération africaine de badminton

Les équipes sont classées en groupes en fonction de leur niveau. Seules les équipes du groupe 1 peuvent jouer le titre. Les équipes des autres groupes jouent pour accéder au groupe supérieur.
Généralement, chaque groupe est divisé en deux sous-groupes (A et B) de 4 équipes chacun. Dans chaque sous-groupe, les équipes jouent les unes contre les autres. Ensuite, au sein de chaque groupe (sauf le groupe 1), des matches de classement ont lieu entre les 1ers, 2es, 3es et 4es des sous-groupes A et B.
Le premier de chaque groupe accède au niveau supérieur tandis que le dernier est relégué.

## Classement final
Pays promus dans le groupe supérieur 
       Pays relégués dans le groupe inférieur 
| Groupe 1 | Groupe 1     | Groupe 2 | Groupe 2       | Groupe 3 | Groupe 3         | Groupe 4 | Groupe 4       | Groupe 5 | Groupe 5   | Groupe 6 | Groupe 6  |
| Rang     | Nation       | Rang     | Nation         | Rang     | Nation           | Rang     | Nation         | Rang     | Nation     | Rang     | Nation    |
| 1        | Chine        | 9        | Malaisie       | 17       | Pologne          | 25       | France         | 33       | Italie     | 39       | Sri Lanka |
| 2        | Indonésie    | 10       | Japon          | 18       | Inde             | 26       | Suisse         | 34       | Lituanie   | 40       | Jamaïque  |
| 3        | Danemark     | 11       | Singapour      | 19       | Nouvelle-Zélande | 27       | Australie      | 35       | Luxembourg | 41       | Mongolie  |
| 4        | Corée du Sud | 12       | Pays-Bas       | 20       | États-Unis       | 28       | Estonie        | 36       | Israël     |          |           |
| 5        | Angleterre   | 13       | Allemagne      | 21       | Écosse           | 29       | Afrique du Sud | 37       | Turquie    |          |           |
| 6        | Hong Kong    | 14       | Taïpei chinois | 22       | Finlande         | 30       | Kazakhstan     | 38       | Chypre     |          |           |
| 7        | Thaïlande    | 15       | Russie         | 23       | Bulgarie         | 31       | Norvège        |          |            |          |           |
| 8        | Suède        | 16       | Ukraine        | 24       | Pays de Galles   | 32       | Pérou          |          |            |          |           |